# Březí (district de Prague-Est)
Pour les articles homonymes, voir Březí.
Březí (en allemand : Bries) est une commune du district de Prague-Est, dans la région de Bohême-Centrale, en République tchèque. Sa population s'élevait à 591 habitants en 2020.

## Géographie
Březí se trouve à 5 km au nord-est de Říčany et à 20 km à l'est-sud-est de Prague.
La commune est limitée par Sluštice au nord, par Škvorec et Babice à l'est, par Říčany au sud et à l'ouest, et par Křenice à l'ouest.

## Histoire
La première mention écrite de la localité date de 1303.